# Carles Magraner

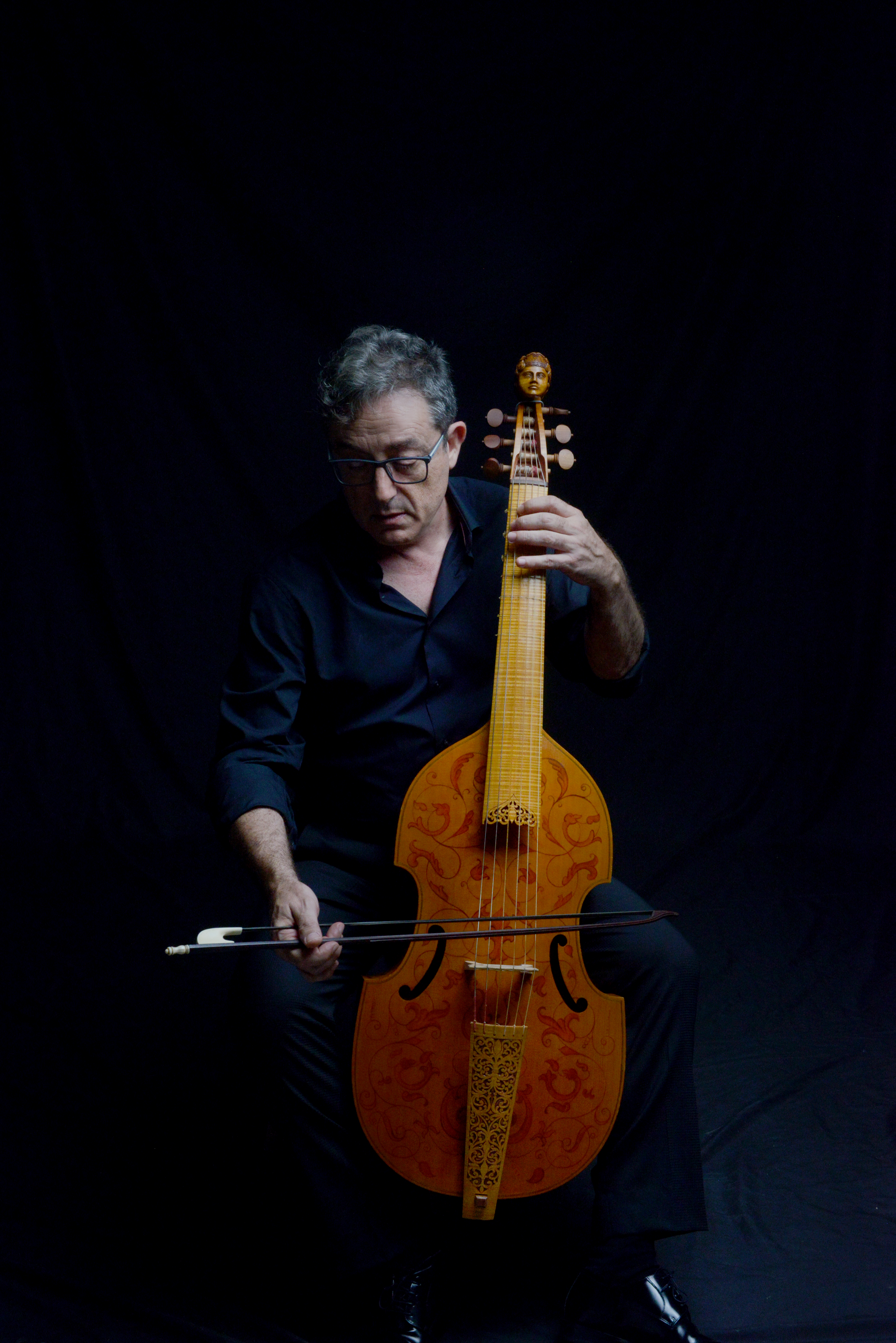

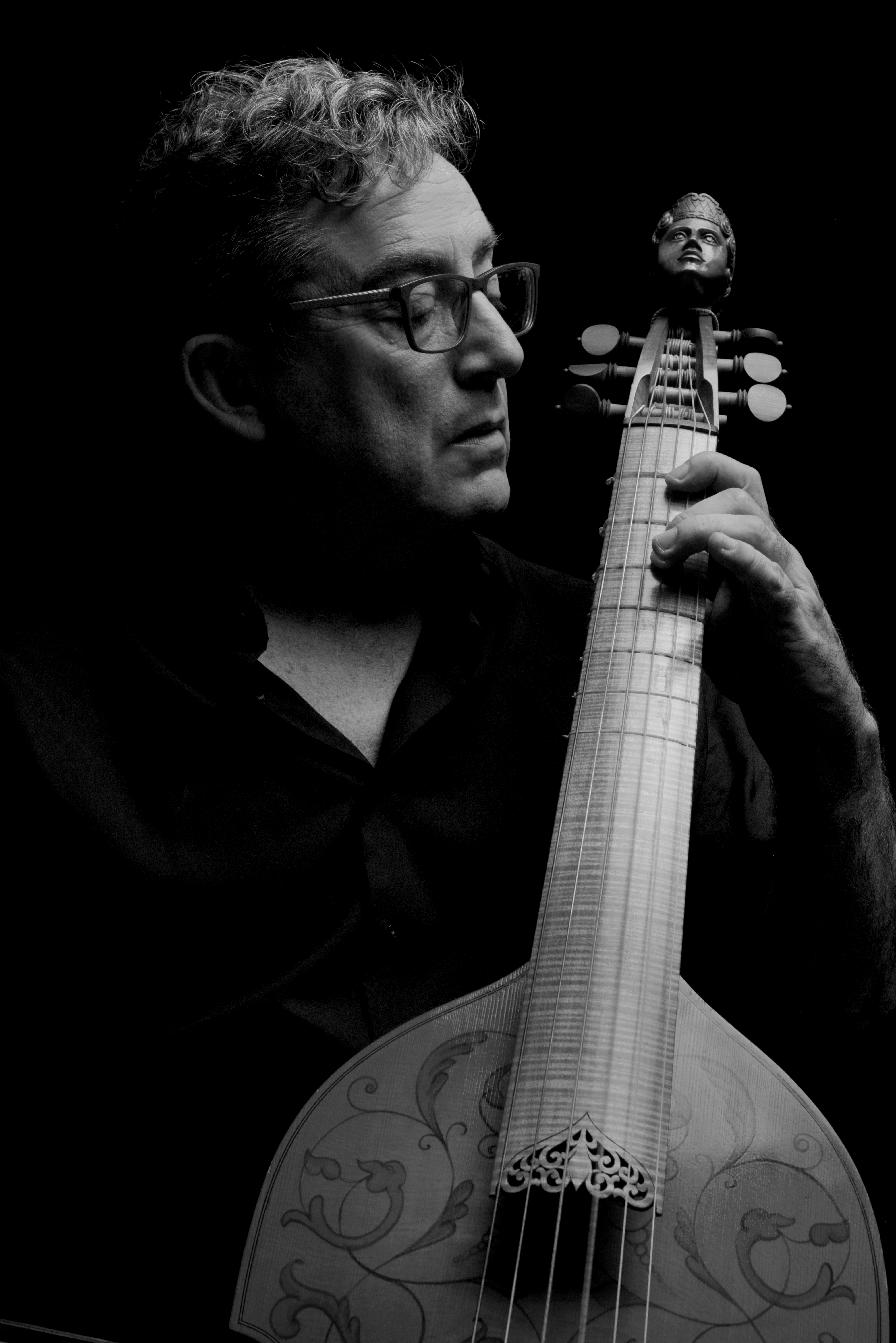

Carles Magraner es un músico español y violonchelista y violagambista del grupo de música antigua Capella de Ministrers.

## Biografía
Carles Magraner nace en Almussafes (La Ribera Baixa, Valencia) donde inicia sus estudios musicales, que continúa después en el Conservatorio Profesional de Carcaixent y el Conservatorio Superior de Valencia, obteniendo los títulos de Profesor de Violonchelo y el Superior de Musicología. Muy pronto, se siente cautivado por la música antigua y se especializa en violonchelo barroco y viola da gamba, con estudios en Barcelona, Madrid y el Departament de Musique Ancienne del Conservatoire National de Région de Toulouse. Además,cursa varios seminarios sobre música medieval, renacentista y barroca impartidos por Miquel Querol y Josep Bonastre, entre otros, completando su formación en música ibérica de los siglos XI-XVIII. Obtiene el Premio a la Creatividad Musical de la Universidad de Valencia en los años 88 y 89 y del Ministerio de Cultura de jóvenes intérpretes. Carles Magraner es Máster en Música en la especialidad de música antigua y Doctor en Música por la Universidad Politécnica de Valencia.
Ha desarrollado una gran actividad concertística como solista y en diversas agrupaciones de cámara y también ha compartido sus conocimientos, por una parte como profesor en diversos conservatorios y escuelas de música, y por otra con su intervención con ponencias y conferencias en la Universitat de València y Universitat d'Alacant, la Universitat Autònoma de Barcelona, la Universitat de Girona, en la Escuela Superior de Música de Estocolmo, Conservatorio de Shanghái, Escuela de Arte de La Habana, Congreso Internacional Els mons de Vicente Martín y Soler, participando además en los cursos de música antigua de Peñíscola y Morella, como profesor del seminario sobre Francisco Guerrero impartido en la Universidad Internacional de Andalucía, UIA Huelva y en el curso de la Universidad Internacional Menéndez Pelayo de Barcelona, Centro Ernest Lluch, Universidad Lyon2 y Sorbona de Francia, Conservatorio de Mina Gerais en Brasil, además de otros congresos, y seminarios. En el año 2004 se le concede el premio cívico de su localidad natal. Ha sido profesor especialista en música antigua en el Conservatorio Superior de Castellón.
Su amplia formación y su conocimiento de la música antigua lo han llevado a ser director artístico de la Orquestra Barroca de Xàtiva y colaborador de la Orquesta Barroca Española. Fue becado por la Universidad de Salamanca para la formación de la Orquesta Barroca de dicha Universidad. Asimismo ha dirigido a diversas agrupaciones instrumentales y vocales, entre las que cabe destacar el Cor de la Generalidad Valenciana, el cuarteto de violas da gamba Millennium, la Acadèmia CdM y la Orquesta Sinfónica de Alicante (ADDA). Director artístico del Festival Internacional de música antigua Música, Història i Art de Valencia, del Early Music Morella, así como de diversos ciclos de música antigua y barroca de la Comunidad Valenciana.
En 2006 dirige y coordina el proyecto de construcción de los instrumentos con base en los doce ángeles músicos de las pinturas al fresco del altar mayor de la Catedral de Valencia, con los cuales se ofrece un concierto ese mismo año dentro de los actos de bienvenida de Su Santidad el Papa a Valencia.
Además de esta trayectoria profesional individual, su faceta más conocida es su trabajo como fundador y director del grupo valenciano de música antigua y barroca Capella de Ministrers, con el que ha grabado numerosos discos reconocidos como Mejor Producción Discográfica otorgado por el Ministerio de Cultura, Premio Importante de la editorial Prensa Valenciana, premios Gramophone, Goldberg, CDCompact, entre otros.

## Fotografías

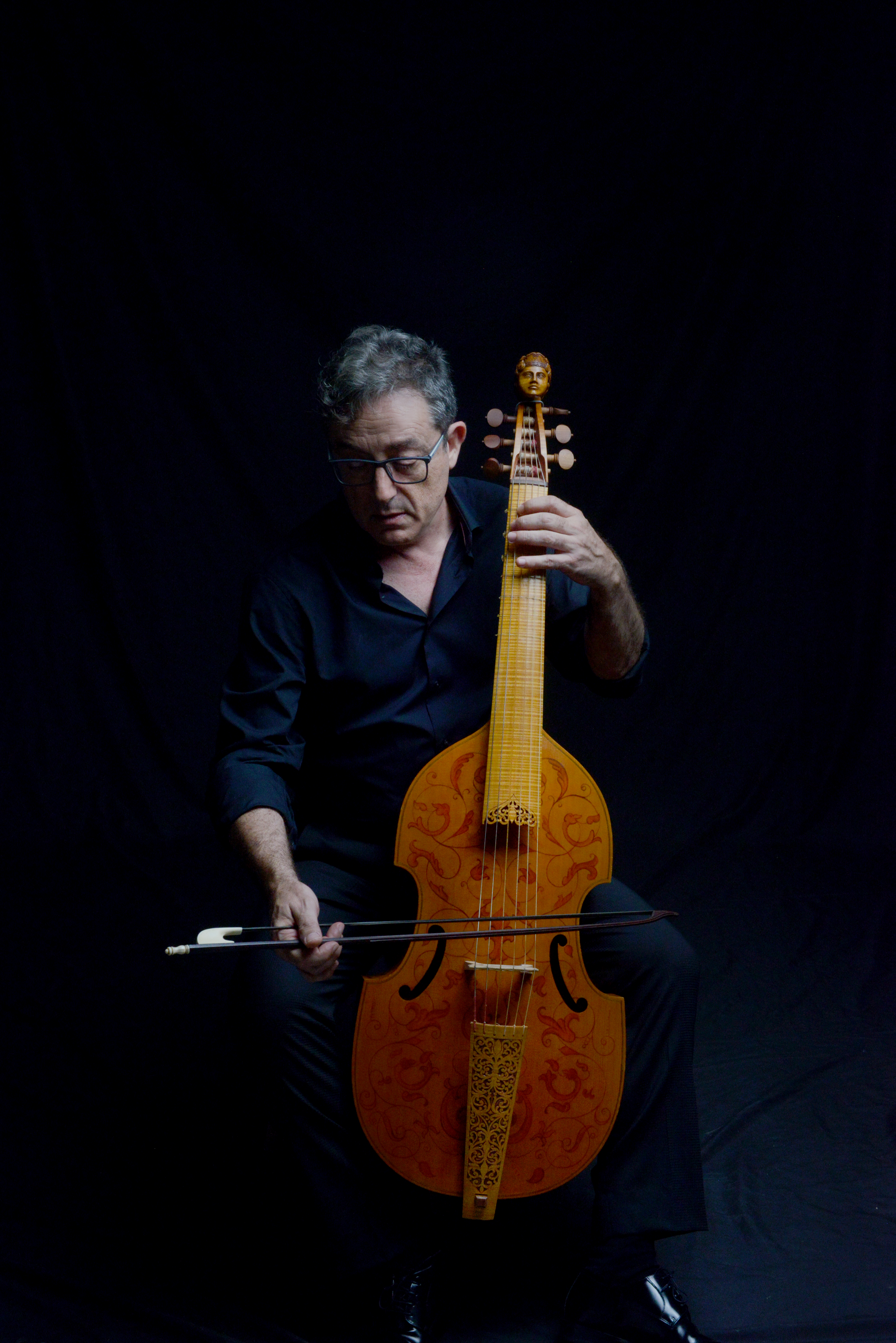
Carles Magraner.Fotografía Javier Ferrer
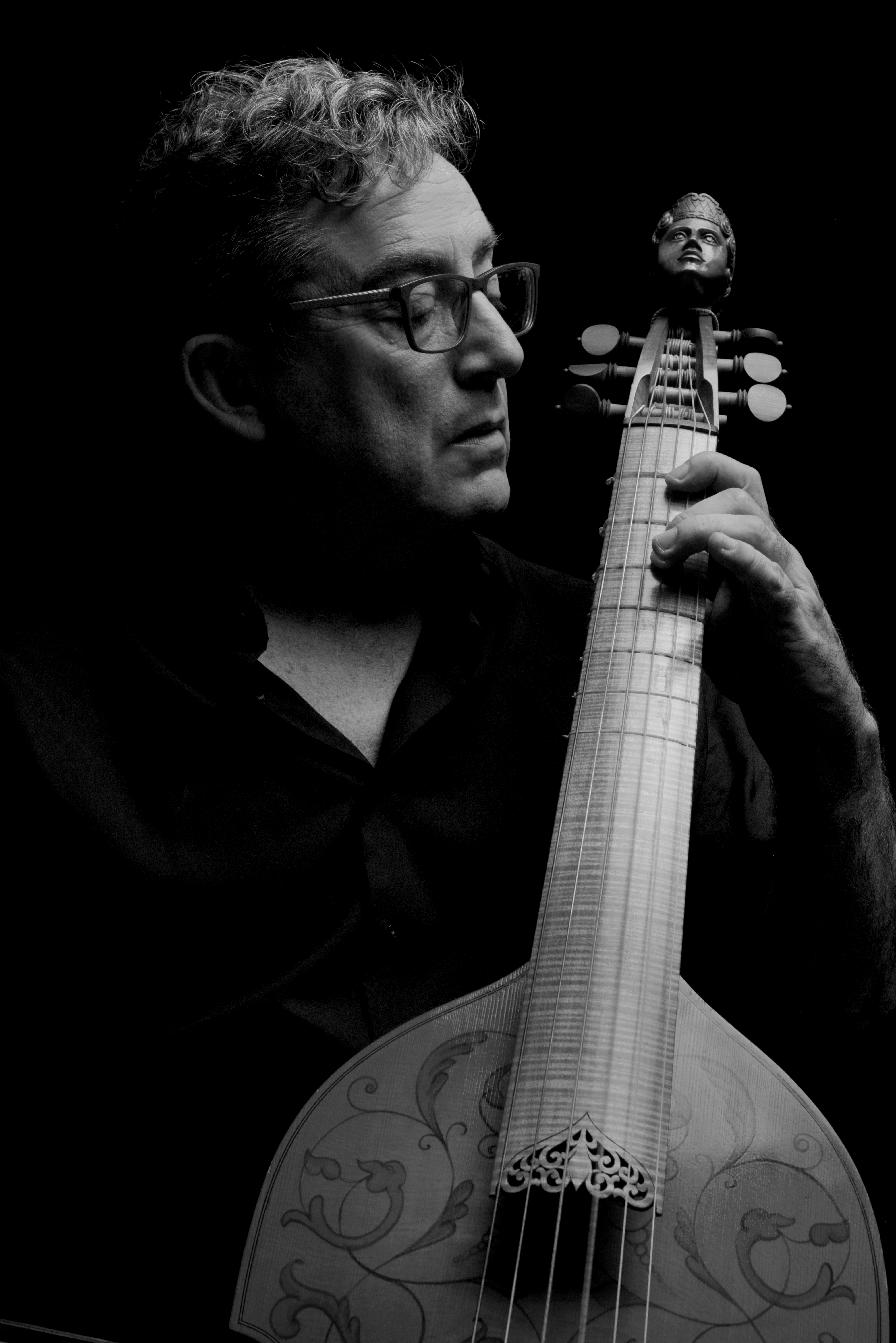
Carles Magraner.Fotografía Javier Ferrer
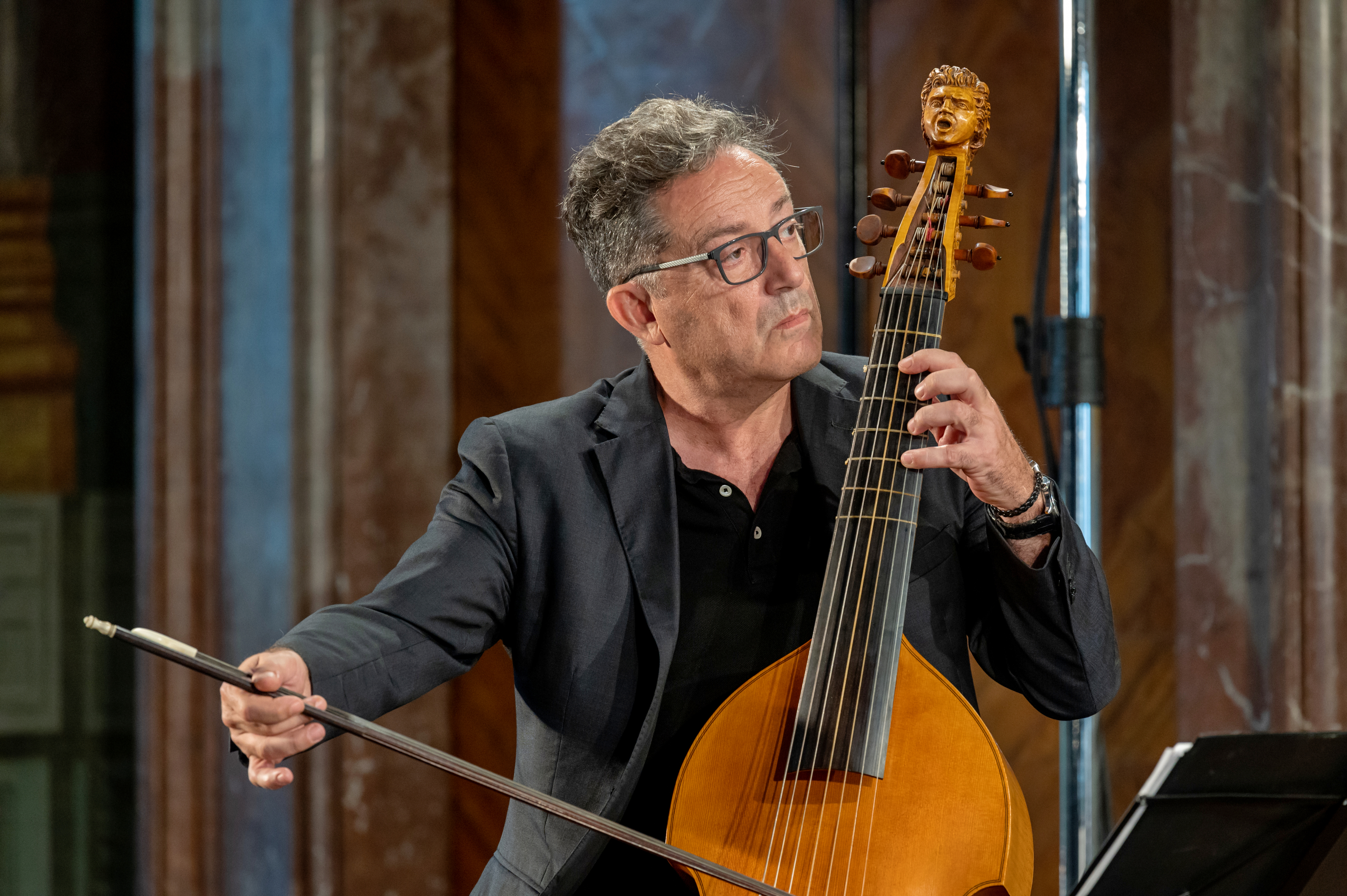
Carles Magraner.Fotografía Petr Dyrc
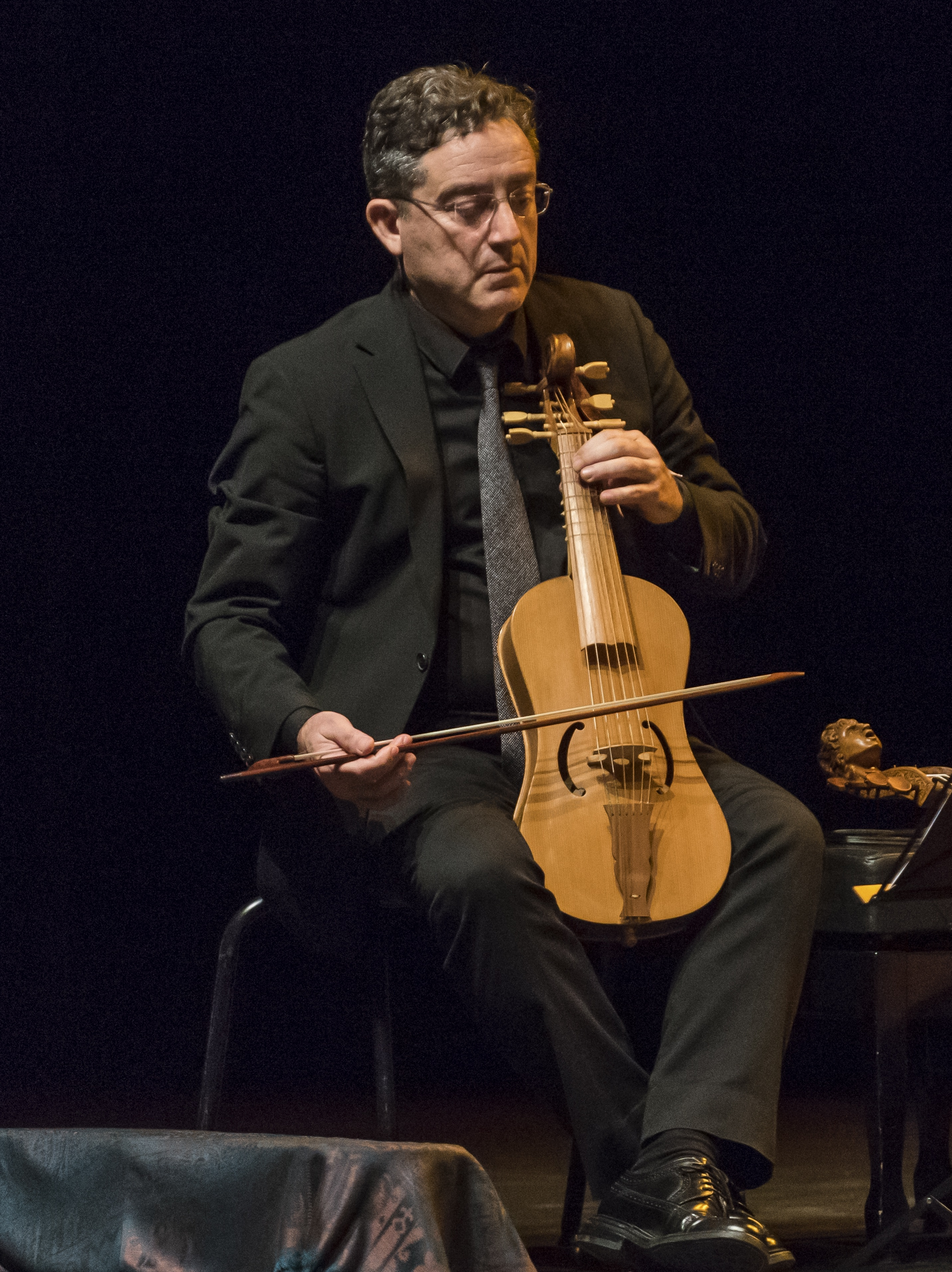
Carles Magraner.Fotografía Arlette Orlaerts